# ふるさとの歌まつり
『ふるさとの歌まつり』（ふるさとのうたまつり）は、NHK総合テレビで、1966年1月15日、及び同年4月7日から1974年3月28日まで放送された、郷土芸能を紹介するエンターテインメント番組である。全355回（特番1回含む）。当初はモノクロ放送だったが、1968年2月15日から随時カラー放送となり、1970年4月9日からは毎回カラー放送となった（「#番組のカラー化について」を参照）。

## 概要
毎週日本全国各地のNHKの公開スタジオ、あるいは各地の体育館・公民館などを巡回し、その地元の伝統的な郷土芸能、文化、歴史などを実演などを交えて紹介しながら、ゲストに招いた歌手・演奏家のコンサートも展開する。地域密着の伝統文化の保存・再発見に尽力する番組として高い評価を受けた。
先ず、1966年1月15日（成人の日）に単発番組として福岡県山門郡大和町から放送され、その後同年4月7日からレギュラー放送となった。レギュラー放送第1回（1966年4月7日）は鹿児島県国分市から放送され、以来1974年3月28日（中継場所未詳）まで放送された。
番組は、生放送の時もあれば、中継録画の場合もあった。例えば1967年3月23日の放送では、鹿児島県でも離島の奄美大島にある、名瀬市の名瀬小学校体育館で録画した模様を放送しているのに対し、翌週の3月30日の放送では、青森県八戸市の八戸体育館から生放送（中継）していた。

## 放送時間
- 成人の日特番
  - 1966年1月15日 19:30 - 20:29 [1]
- レギュラー放送
  - 1966年4月7日 - 1974年3月28日 毎週木曜 20:00 - 20:59 （全354回）[2][3]
  - 尚、1972年4月から1973年11月まで毎月の最終週は、ドキュメンタリー『70年代われらの世界』を放送するため休止された。

## 番組のカラー化について
当番組のカラー化は、1968年2月15日東京NHKホール（内幸町）での公開放送が初めてで、局外中継で初めてカラー化されたのは同年3月21日、横浜文化体育館での公開放送からである。その後は、公開スタジオや中継場所の担当地域局に於いて、カラー中継設備が整備された地域からカラー化してき、1970年4月9日からは、毎回カラー放送となった。

## 出演者
- 司会:宮田輝
- 他、歌手や公開地域の地元の方々が出演。

## 余談
司会の宮田輝はこの番組で常に「おばんでございます!!宮田でございます!!」とあいさつして、流行語にまでなった。またこの試みが1967年、菊池寛賞を受賞することにもなった。また宮田は当時まだ発売間もなかったビデオテープ（Uマチック）でそれらの番組を録画し、後年、NHKに映像アーカイブとして寄贈したという。
NHK退職後の1975年には、この番組の民放版ともいえる『宮田輝の日本縦断 ふるさと』が、日本教育テレビ（NET）から放送された。

## 主題歌
- 『ふるさと音頭』
  - 作詞：宮田隆 / 作曲：古賀政男 / 編曲：伊藤祐春
  - 番組ではAメロの「ほんにふるさとよいところ」の「ふるさと」部分を収録地に替えて歌った。
  - シングルは1966年5月に日本コロムビアから発売（歌は都はるみ）。